# 1000 Airplanes on the Roof
1000 Airplanes on the Roof (Mille aeroplani sul tetto) è una piéce teatrale per voce ed ensemble nella forma musicale della scuola minimalista denominata Chamber opera, composta nel 1988 da Philip Glass su testi del drammaturgo David Henry Hwang e le proiezioni dello scenografo Jerome Sirlin.
Definito dall'autore un "dramma fantascientifico musicale", il lavoro è stato commissionato dal Donau Festival, dal "The American Music Theater Festival" di Philadelphia e il Consiglio Cittadino di Berlino Ovest. L'opera venne rappresentata per la prima volta nell'Hangar n. 3 dell'Aeroporto Internazionale di Vienna il 15 luglio 1988. La performance venne diretta da Michael Riesman, cantata alla parte vocale da Linda Ronstadt e pubblicata su disco dalla Virgin Records.
Ideata nel classico stile del melodramma parlato, un attore improvvisa un monologo sopra la musica. In aggiunta, il personaggio principale, M., si muove sul luogo dell'azione impostato scenograficamente con proiezioni olografiche e tridimensionali. Costui ha stabilito un contatto con forme di vita extraterrestri al quale hanno lasciato un loro messaggio: "È meglio dimenticare, è superfluo ricordare. Nessuno crederà alla nostra esistenza. Avevate parlato di eresia. Voi siete fuori dal gioco."
Il testo e le immagini fotografiche del set sono stati pubblicati nel libro 1001 Airplanes on the Roof dalla casa editrice americana Peregrine Smith nel 1989. La registrazione musicale originale è stata pubblicata su disco dalla Virgin Records.